# 9. divertimento (Mozart)
Wolfgang Amadeus Mozart No. 9-es B-dúr divertimentója (K. 287 (271b)) egy hat tételből álló mű.
Ezt a divertimentót az Esz-dúr (Jeunehomme) zongoraversennyel egy időben írta Mozart 1777 telén, Salzburgban.

## Tételei
1. Allegro
2. Thema mit sechs Variationen [Téma hat variációval]. Andante grazioso
3. Menuetto
4. Adagio
5. Menuetto
6. Andante – Allegro molto

## Jellemzői
A vonósnégyesre és két kürtre szánt darabot Lodron grófnőnek ajánlotta és 1777 októberében Münchenben Salern gróf házában mutatta be.
Ebben az alkotói korszakában a zeneszerző már félig-meddig túljutott a gáláns stíluson, és érdeklődése a „tudós” zene egyszerűbb kifejezésmódja, ugyanakkor bonyolultabb kidolgozása felé vonzza. Ismét Michael Haydn hatása alá kerül, témaválasztása, hangszerelése és formai megoldása ezt tükrözi: így mindjárt a nyitó tétel gondosan megszerkesztett szonátaformája, továbbá a variációs lassú tétel, amelynek kódájában a kürtök és a vonósok mulatságos dialógusán derülhetünk.
Az első Menüett triójában feltűnést kelt a g-moll, Mozart tragikus hangneme, amelynek megjelenésével nyugtalanná és szenvedélyessé válik e hagyományosan jókedvű tánctétel.
Ismét Michael Haydn jegyében jött létre az Adagio, amely lényegében nem más, mint az első hegedű bensőséges éneke, valamint a második Menüett, amely a hagyományos echo-hatással él. A zárótételt nagyszabású, tragikus hangú recitativo vezeti be, a rákövetkező gyors darab azonban ironikusan profanizálja ezt az emelkedett hangulatot azzal, hogy témájául Mozart egyik énekes kvartettjének („D' Bäurin hat d' Katz verloren”, K. Anh. 188) dallamát választotta.
A B-dúr divertimentót 1777 októberében Mozart egy házihangversenyén is előadta, és erről az eseményről levelében így számol be: „…Nagyot nézett mindenki. Úgy játszottam, mintha egész Európa legnagyobb hegedűse lennék.”